# Independence Arena (Floriana)
El Independence Arena (en maltés: Ix-Xagħra tal-Furjana) es un estadio de fútbol ubicado en la ciudad de Floriana en Malta y que actualmente es utilizado como sede de entrenamiento del Floriana FC y parte de su terreno es utilizada como estacionamiento.

## Historia
Fue inaugurado en 1888 cuando Malta era un territorio ultramar de Reino Unido, y en sus primeros años la Arena era utilizada principalmente como campo de entrenamiento de la armada británica para las ceremonias importantes. La gradería principal fue construida para la ceremonia de independencia de Malta. El 21 de septiembre de 1964 la bandera de Malta fue levantada por primera vez en el estadio. Esa es la razón por la que el estadio se llama Independence Arena para el público en general.
Con los años el estadio se fue deteriorando y nunca tuvo mantenimiento, aunque el Floriana FC ha mostrado interés en repararlo en más de una ocasión, pero todavía no lo ha podido hacer.